# 아단스 로페츠 페레스
아단스 로페츠 페레스(포르투갈어: Adans Lopez Peres, 1975년 11월 8일 ~ )는 포르투갈의 직접 손으로 하는 곡예사이자 5세대 연주자이다. 그는 포르투갈의 곡예사인 살바도르 데 헤수스 페레스와 스페인의 고전적으로 훈련된 플라멩코 댄서인 베아트리즈 로페스 칼데론의 장남이었다.
그는 유명한 공연자이지만 아마도 모나코 공녀 스테파니의 두 번째 남편으로 가장 잘 알려져 있을 것이다. 그는 그녀보다 10살이나 어린 동생이다. 그들은 2003년 9월 12일 스위스의 반되브르에서 비밀리에 결혼한 것으로 알려졌다. 2004년 7월 22일 런던 이브닝 스탠다드는 스테파니가 페레스와 헤어지고 첫 번째 남편인 다니엘 듀크루엣에게 돌아갔다고 보도했다. 그들은 아무 문제 없이 결혼한지 10개월만인 2004년 11월 24일 이혼했다.